# Megadontomys nelsoni

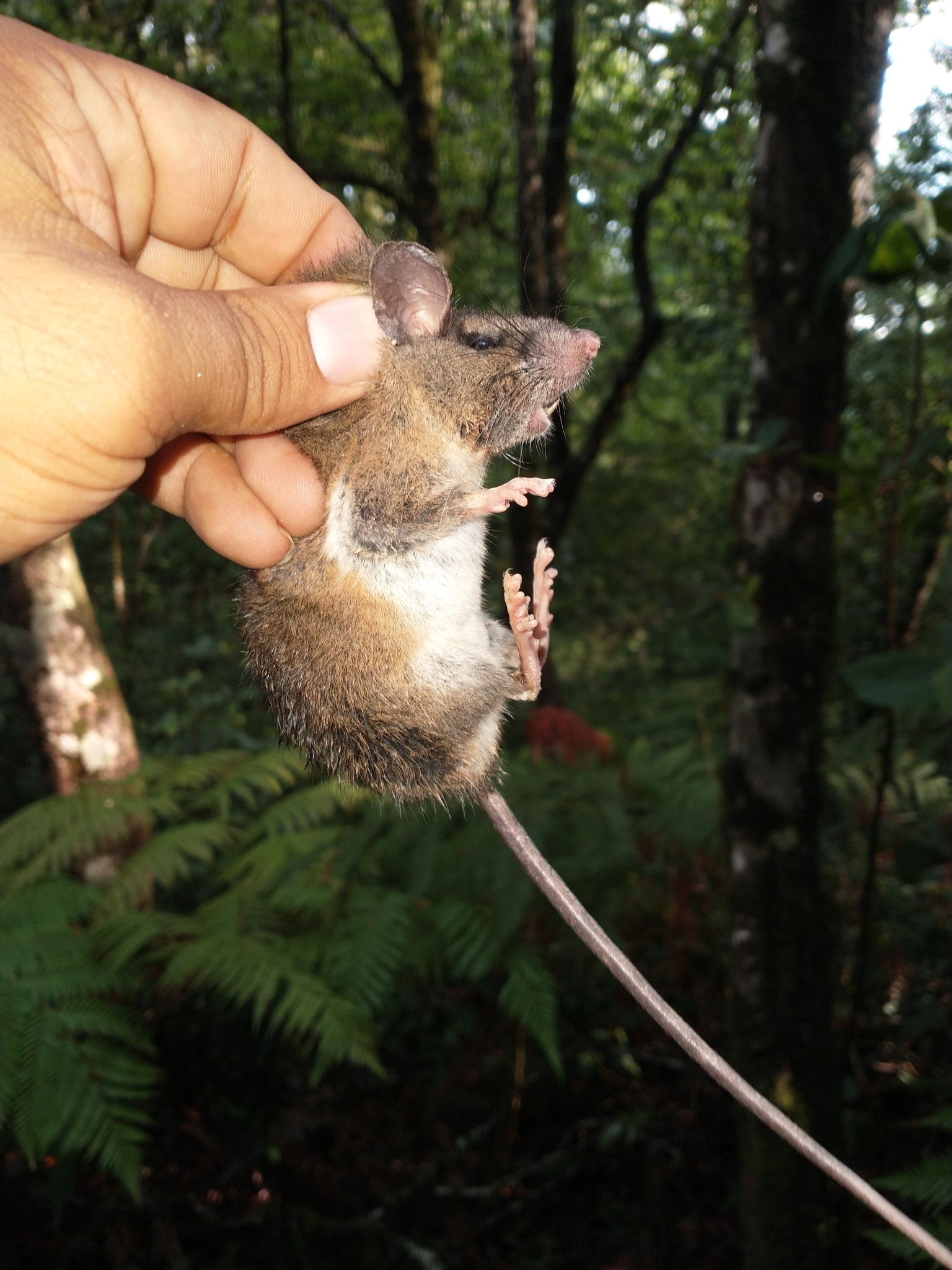
Ratón gigante xalapeño (Megadontomys nelsoni) en México

Megadontomys nelsoni es una especie de roedor de la familia Cricetidae.

## Distribución geográfica
Se encuentra  sólo en México. 